# K2-33

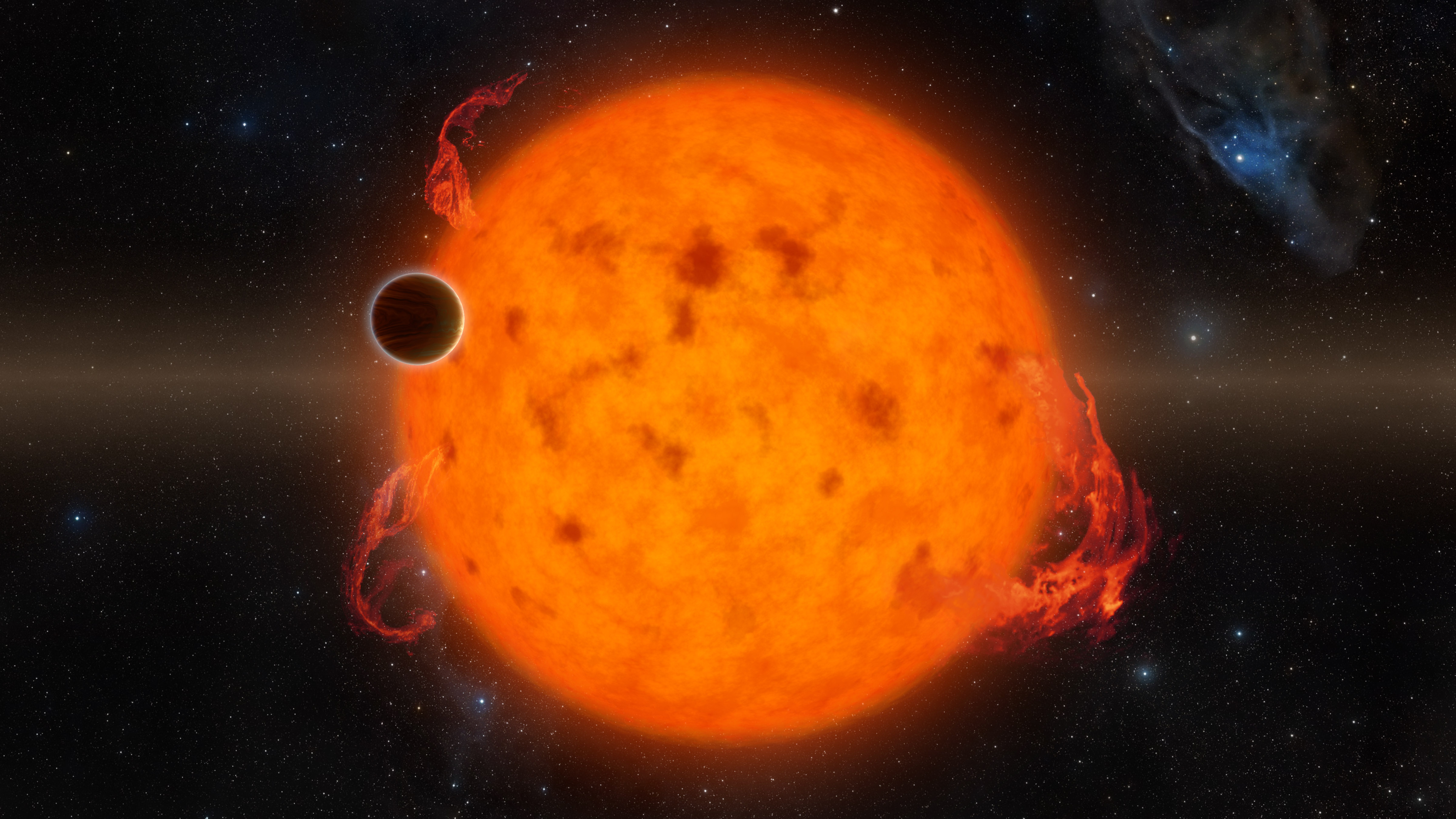

K2-33은 전갈자리라는 별자리에 위치하고 있는 항성으로 지구에서 약 456 광년(140 파섹) 떨어진 곳에 위치한 극히 젊은 예비주계열성이다. 그것은 K2-33 b라는 이름의 슈퍼 해왕성이라는 하나의 행성을 가지는 것으로 잘 알려져 있다. 젊은 나이로도 눈에 띈다.

## 특징
이 별은 높은 리튬 함량과 HR 도표에서의 위치를 근거로 하여 2001년의 기사에서 전갈자리-센타우루스 협회의 상부 전갈자리 부분군에 속하는 젊은 사전의 주계열성으로 확인되었다. 이것은 가장 가까운 OB조합과 최근의 대규모 항성생성 지역으로 상부 전갈자리 부분군의 평균 거리는 145파섹(470광년)이다. 가이아 우주선에 의한 직접 시차 측정은 K2-33이 140 ± 2 pc의 거리에 있다는 것을 나타내며 이는 상부 전갈자리와의 연관성과 일치한다. 이 부분군의 나이는 11 ± 200만년으로 추정되며 진화 모델은 K2-33으로 추정하며 독립 연령은 930만년으로 추정한다. K2-33의 스펙트럼은 M3.3의 스펙트럼 타입과 0.75의 시각적 소멸로 가장 잘 모델링되므로 항성은 적색 왜성으로 간주할 수 있다. 그것의 유효 온도는 3,540 K로 측정되었는데, 항성의 겉보기 밝기와 함께 태양 광도의 0.15배이며 태양 반지름의 1.05배의 광도를 나타낸다. 이 큰 크기는 젊은 별들의 전형적이며 별이 여전히 주계열성을 향해 수축하고 있음을 나타낸다. 이 별의 질량은 정확히 알 수 없으며 태양 질량의 0.56배[2] 또는 0.31배로[9] 추정된다. K2-33의 야금성은 태양값([Fe/H] = 0)과 동일하다. 젊은 별로서 K2-33은 회전 속도가 8.2km/s로 투영되는 빠른 회전을 가지고 있다. 별의 자전 기간인 6.3일은 케플러 우주선이 입수한 빛 곡선에서 알 수 있어 지구의 시선선에서 항성 점들이 나타나거나 사라지면서 별의 밝기가 약 2%씩 주기적으로 변화한다. 이 별의 변동성은 행성 K2-33b의 전달 신호 분석을 위해 제거되었다. K2-33은 거의 확실히 이진성이 아니다. HIRES 분광기가 Keck I 망원경에서 구한 방사상 속도 데이터는 3AU 이하에서 0.14 질량 이상의 물체를 제외한 2.6 km/s/yr 이상의 가속도를 나타내지 않는다. Keck II 망원경에서 NIRC2 이미저에 의한 적응형 광 적외선 관측은 3AU 이상에서는 19개 이상의 목성 질량, 6-23AU에서는 11-12개의 목성 질량 이상의 동반자를 배제할 수 있다. 두 관측 한계치의 조합은 1-3 AU의 분리시에 갈색 왜성이나 매우 낮은 질량 별의 존재만을 허용한다. 유일한 알려진 행성은 항성을 통과한다. 이것은 행성의 궤도가 지구의 관점에서 볼 때에 그들의 항성 앞을 가로지르는 것처럼 보인다는 것을 의미한다. 지구의 시선에 상대적인 기울기, 또는 그것이 얼마나 시야의 평면 위나 아래에 있는가는 1도 미만으로 매우 다양하다. 이를 통해 행성의 항성 이동을 감시함으로써 행성의 기간과 상대 지름(주주별과 비교)을 직접 측정할 수 있다. K2-33 b는 매우 어린 나이인 초해왕성으로 알려져 있으며 다른 행성은 200만년 정도인 젊은 행성(황소자리 V830 b)만 있고 K2-33 b는 930만년밖에 되지 않는다. 그럼에도 불구하고 그것은 외부행렬을 찾는 데 있어서 상당한 발견이다. 스피처 우주망원경의 적외선 측정 결과는 행성 잔해 원반이 아직 남아 있는 것으로 나타나 행성 형성이 아직 끝나지 않았을 수도 있음을 알 수 있다. K2-33에는 2MASS 카탈로그 번호 J16101473-1919095와 EPIC 명칭 205117205도 있다. 행성 후보자들은 NASA의 K2 임무에 의해 항성 주변에서 행성을 탐사하는 임무를 맡은 K2 임무에 의해 탐지되었다. 케플러가 사용하는 운송 방법은 별에서 밝기가 떨어지는 것을 감지하는 것이다. 이러한 밝기의 감소는 지구의 관점에서 궤도를 도는 행성으로 해석될 수 있지만, 다른 현상도 원인이 될 수 있기 때문에 행성 후보라는 용어를 사용하는 것이다. 발견지 수용에 이어 케플러팀은 'K2-33' 시스템에 추가 모니커를 제공했다. 발견자들은 이 별을 K2-33이라고 불렀는데, 이것은 우주선에 의해 발견된 외계행성의 이름을 짓는 일반적인 절차다. 따라서 이것은 별과 행성을 지칭하기 위해 대중이 사용하는 이름이다. 케플러 미션에서 연구한 별과 연관된 후보 행성에는 별 이름 뒤에 '.01' 등의 명칭이 발견 순서에 따라 할당된다. 행성의 후보자들이 동시에 발견되면 그 순서는 가장 짧은 시간에서 가장 긴 시간까지의 궤도 주기의 순서를 따른다. 이 규칙에 따라 후보 행성이 1개만 검출돼 궤도주기가 5.424865일이었다. b의 명칭은 주어진 별을 공전하는 첫 번째 행성에 주어지며, 그 다음에 알파벳의 다른 글자가 붙는다.[6] K2-33의 경우 행성이 하나밖에 없었기 때문에 글자 b만 사용된다. K2-33이라는 이름은 이 별이 K2가 행성을 확인하기 위해 발견한 목록화된 33번째 별이라는 사실에서 직접 유래한다.

## 같이 보기
- 천문학
- 항성
- 주계열성